# Huberia ovalifolia
Huberia ovalifolia är en tvåhjärtbladig växtart som beskrevs av Dc.. Huberia ovalifolia ingår i släktet Huberia och familjen Melastomataceae. Inga underarter finns listade i Catalogue of Life.